# Glenea annulicornis
Glenea annulicornis är en skalbaggsart som beskrevs av Schwarzer 1925. Glenea annulicornis ingår i släktet Glenea och familjen långhorningar.
Artens utbredningsområde är Taiwan. Inga underarter finns listade i Catalogue of Life.